# Marijan Mrmić
Marjan Mrmić (Sisak, 6 maggio 1965) è un preparatore atletico ed ex calciatore croato, di ruolo portiere, attuale preparatore dei portieri della nazionale croata e del Beşiktaş.

## Statistiche

### Cronologia presenze e reti in nazionale
| Cronologia completa delle presenze e delle reti in nazionale ― Croazia | Cronologia completa delle presenze e delle reti in nazionale ― Croazia | Cronologia completa delle presenze e delle reti in nazionale ― Croazia | Cronologia completa delle presenze e delle reti in nazionale ― Croazia | Cronologia completa delle presenze e delle reti in nazionale ― Croazia | Cronologia completa delle presenze e delle reti in nazionale ― Croazia | Cronologia completa delle presenze e delle reti in nazionale ― Croazia | Cronologia completa delle presenze e delle reti in nazionale ― Croazia |
| Data                                                                   | Città                                                                  | In casa                                                                | Risultato                                                              | Ospiti                                                                 | Competizione                                                           | Reti                                                                   | Note                                                                   |
| ---------------------------------------------------------------------- | ---------------------------------------------------------------------- | ---------------------------------------------------------------------- | ---------------------------------------------------------------------- | ---------------------------------------------------------------------- | ---------------------------------------------------------------------- | ---------------------------------------------------------------------- | ---------------------------------------------------------------------- |
| 11-6-1995                                                              | Kiev                                                                   | Ucraina                                                                | 1 – 0                                                                  | Croazia                                                                | Qual. Euro 1996                                                        | -                                                                      | 27’                                                                    |
| 3-9-1995                                                               | Zagabria                                                               | Croazia                                                                | 7 – 1                                                                  | Estonia                                                                | Qual. Euro 1996                                                        | -                                                                      | 29’                                                                    |
| 10-4-1996                                                              | Osijek                                                                 | Croazia                                                                | 4 – 1                                                                  | Ungheria                                                               | Amichevole                                                             | -1                                                                     |                                                                        |
| 24-4-1996                                                              | Londra                                                                 | Inghilterra                                                            | 0 – 0                                                                  | Croazia                                                                | Amichevole                                                             | -                                                                      |                                                                        |
| 2-6-1996                                                               | Dublino                                                                | Irlanda                                                                | 2 – 2                                                                  | Croazia                                                                | Amichevole                                                             | -1                                                                     | 51’                                                                    |
| 19-6-1996                                                              | Nottingham                                                             | Croazia                                                                | 0 – 3                                                                  | Portogallo                                                             | Euro 1996 - 1º turno                                                   | -3                                                                     |                                                                        |
| 2-4-1997                                                               | Spalato                                                                | Croazia                                                                | 3 – 3                                                                  | Slovenia                                                               | Qual. Mondiali 1998                                                    | -2                                                                     | 51’                                                                    |
| 11-9-1997                                                              | Copenaghen                                                             | Danimarca                                                              | 3 – 1                                                                  | Croazia                                                                | Qual. Mondiali 1998                                                    | -                                                                      | 10’                                                                    |
| 15-11-1997                                                             | Kiev                                                                   | Ucraina                                                                | 1 – 1                                                                  | Croazia                                                                | Qual. Mondiali 1998                                                    | -1                                                                     |                                                                        |
| 22-4-1998                                                              | Osijek                                                                 | Croazia                                                                | 4 – 1                                                                  | Polonia                                                                | Amichevole                                                             | -1                                                                     | 51’                                                                    |
| 3-6-1998                                                               | Fiume                                                                  | Croazia                                                                | 2 – 0                                                                  | Iran                                                                   | Amichevole                                                             | -                                                                      | 51’ 87’                                                                |
| 6-6-1998                                                               | Zagabria                                                               | Croazia                                                                | 7 – 0                                                                  | Australia                                                              | Amichevole                                                             | -                                                                      | 51’                                                                    |
| 10-2-1999                                                              | Spalato                                                                | Croazia                                                                | 0 – 1                                                                  | Danimarca                                                              | Amichevole                                                             | -1                                                                     | 51’                                                                    |
| 21-8-1999                                                              | Zagabria                                                               | Croazia                                                                | 2 – 1                                                                  | Malta                                                                  | Qual. Euro 2000                                                        | -1                                                                     |                                                                        |
| Totale                                                                 |                                                                        | Presenze                                                               | 14                                                                     |                                                                        | Reti                                                                   | -11                                                                    |                                                                        |

## Palmarès

### Club

#### Competizioni nazionali
- Coppa di Turchia: 1

Beşiktaş: 1997-1998